# Ákos nemzetség

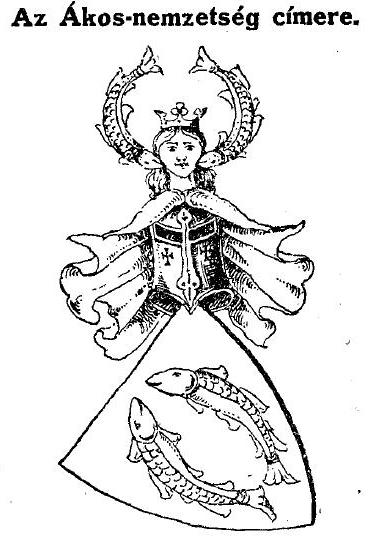
Az Ákos nemzetség középkori címere

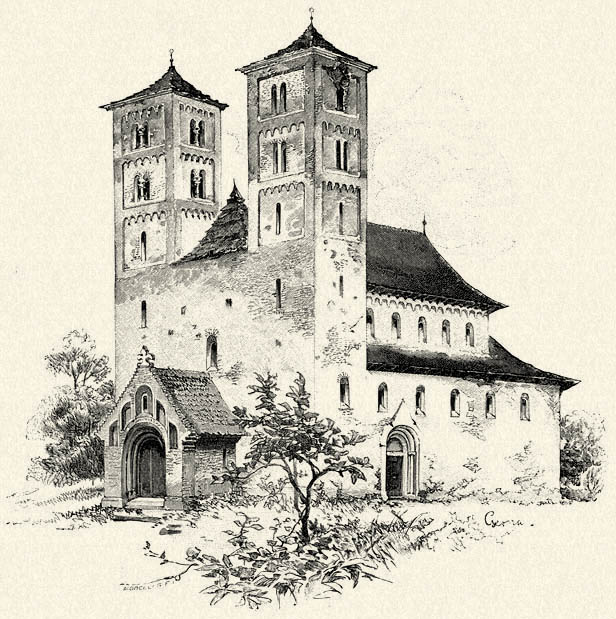
Az Ákos nemzetség monostorának temploma, utóbb református templom

## Nevének eredete és ősi birtokai
Az Ákos nemzetség ősét nem ismerjük, neve, az Ákos, ősi magyar személynév, jelentése fehér sólyom. Róla kapta nevét valószínűleg első birtoka, az egykor Szilágy megyében fekvő, ma Szatmár megye területére eső, a gyors áradású Kraszna folyó melletti Ákos falu. Itt állt a nemzetség bencés monostora és négytornyú román stílusban épült apátsági temploma. Az Ákos nemzetség régi birtoka volt ezen kívül Tura, Bag, (Kis) Hartyán és Mácsa, Borsodban többek között: Diósgyőr és a Sajó melletti Ecseg, 1281-1316 között Zsolca, az 1300-as évek közepe táján pedig egy ideig Somogy megyében Rinyaújlak is.
Az Ákos nemzetség Torockai ága Torda vármegyében, Illyei és Folti ágai pedig Hunyad megyében, a Maros északi partján birtokoltak.

## Története
A nemzetségről a legrégibb adat 1136-ból való, mely szerint az aradi gyűlésen II. Béla királyhoz való hűtlensége miatt az Ákos nemzetségből származó Majnótot is megölték (Thuróczi).
1235-1240-től tűnt fel az oklevelekben az e nemzetségből származó Ákos mester, 13. századi udvari klerikus, történetíró. Az ő apja egy bizonyos Máté volt, akit 1243-ban említett egy oklevél. Máté három fia Ákos mester, Detre ispán és Fülöp volt. Ákos mester testvéreivel gyermekkorától IV. Béla király öccse, Kálmán szlavóniai herceg, címzetes halicsi király udvarában nevelkedtek.
Ákos mester 1235-1240 között bizonnyal pesti plébános volt. Egy 1244-ben kelt oklevél szerint még ekkor is viselte tisztét, és emellett IV. Béla király udvari káplánja is volt (egy 1244-es és egy 1268-as oklevél szerint). 1248-tól 1251-ig székesfehérvári őrkanonok és kincstárnok; 1261-ig ezzel egyidőben királynéi kancellár is. 1253-1254-től haláláig budai (óbudai) prépost és ezzel egyidőben királynéi kancellár volt. Éveken át a margitszigeti domonkos kolostor patrónusa és IV. Béla király lányának az 1242-ben született Margitnak, (aki tizenkét évesen, 1254 körül jött az új nyúlszigeti kolostorba), aminek pártfogója, istápolója maradt egészen Margit élete végéig (1270). Ákos mester működési területe főleg Pest-, Fejér-, Esztergom- Veszprém- és Komárom megye területére terjedt ki.

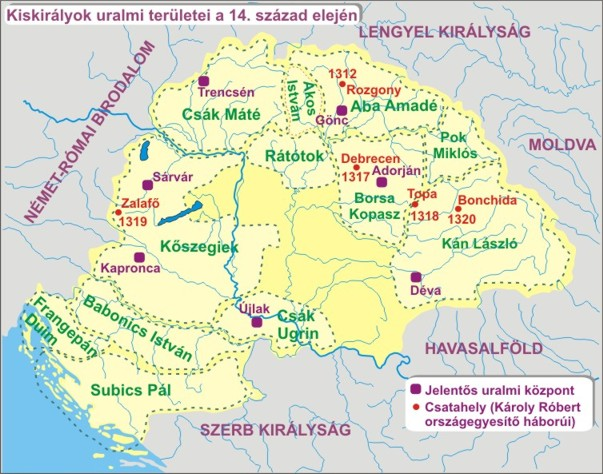
Kiskirályok uralmi területei Magyarországon a 14. század elején.

Ákos testvérei közül Detre ispán (1243-1275) IV. Béla király egyik oklevele szerint vitézül küzdött a tatárokkal Muhinál, majd Ausztriába sietett. Az osztrák herceg által megszállt Sopron ostroma közben egy számszeríj vesszeje súlyosan megsebesítette. 1258-ban önhatalmúlag elfoglalta Jób püspök Rozlozsna vidéki birtokát, és azt a király utasítására sem volt hajlandó visszaadni.
Fülöp nevű testvérét a tatárjárás alatt IV. Béla a szlavóniai Kelmük(?) várának a védelmével bízta meg.
A nemzetség tagjai közül 1271–1284 közt említik Ernye bánt, akinek fia, István lett a nemzetség leghíresebb tagja. Részt vett IV. László király Gede és Perestyén várak alatt vívott küzdelmeiben. Ernye bán III. Andrásnak is híve volt. 1298-ban András feleségével, Ágnes királynéval közös esküvel fogadta, hogy István országbírót mindenki ellen megvédelmezi.
Ernye bán kortársa volt Ákos Mihály.
A III. András halála utáni interregnum idején István önálló kiskirályságot épített ki alapvetően Borsodban, Diósgyőr központtal. A trónviszályban viszonylag hamar Károly Róbert mellé állt, és haláláig híve maradt. 1315-ben azonban meghalt, és ezután a király központosító törekvéseivel elégedetlen fiai részint Csák Mátéval, részint Kán László fiaival próbáltak egyezségre jutni, és 1316-ban a Borsa nemzetség Borsák lázadását kihasználva maguk is felkeltek a király ellen. Felkelésüket Károly Róbert pár hónap alatt leverte, tartományuraságukat felszámolta (Kristó 1978, p. 90.).
A 14. század elején emelkedett fel Ákos Mikcs, a nemzetség Mikcs ágának alapítója.
Az Ákos nemzetség utolsó nevezetesebb tagja az 1591-ben élt János ugocsai alispán volt, akinek Borsod, Sáros, Ugocsa, Zólyom és Zaránd vármegyében is voltak birtokai.

## Ágai és a belőle származó családok

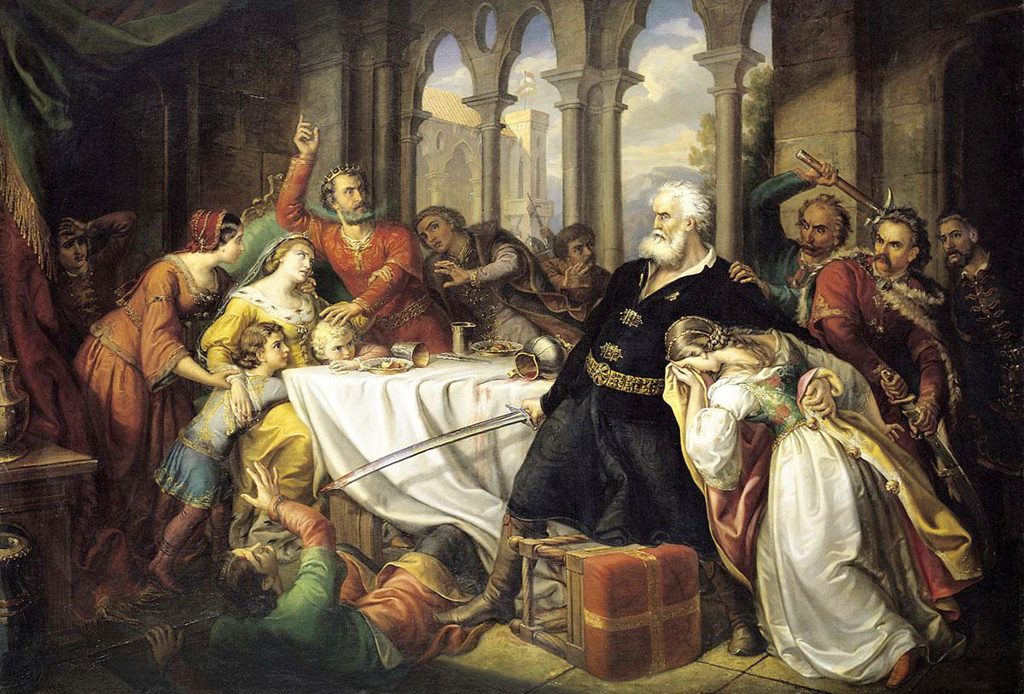
Cselenfi János megmenti a királyi család életét (Orlai Petrics Soma festménye)

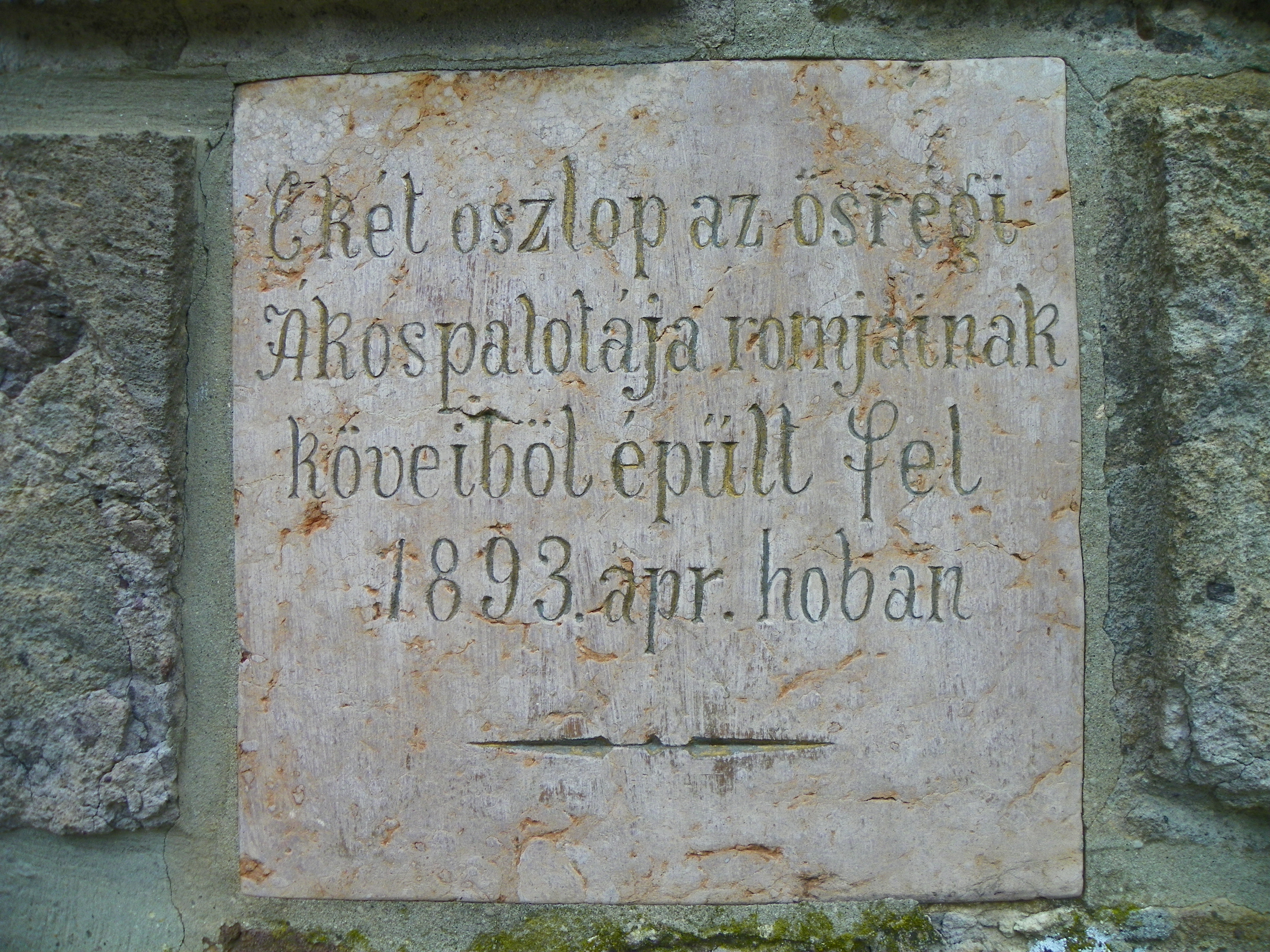
Az Ákos nemzetség egykori palotájának köveit jelölő emléktábla Esztergomban

E nemzetségből is több ág szakadt ki az idők folyamán:

### Bebek-Csetneki ág
A Bebek–Csetneki ág - már a 15. század elején kettészakadt:
- - Pelsőci Bebek család
  - Csetneki család

### Cselenfi ág
Az Ákos nemzetség Cselenfi ága a 14. század elején még a kisbirtokos volt.
Az ág őse az 1282-ben élt Cselen alispán volt; az ő fia az 1328-ban említtett Sándor szolgabíró.
Fia: Cselenfi János, aki Károly Róbert király uralkodása alatt Nógrád vármegye területén szerzett birtokokat:
E János 1330-ban Záh Felicián merényletekor az éppen távollévő Szécsényi Konya étekfogómestert helyettesítette, és megmentette a királyi család életét. E bátor magatartásáért a Záh nemzetség elkobzott javaiból bőkezű adományokat nyert Károly Róberttől, és megnyílt előtte az út a magas méltóságokra is.
1340-ben már a körösmegyei Rovistye várnagya volt, 1346-tól gömöri, majd csongrádi főispán, 1354-ben pedig Nógrád vármegye főispánja lett.
E Cselenfi Jánostól származik a Karancs-Sághi Sághy- és a Méhy család.
A Cselenfi ág ősi birtokaira vonatkozólag nincsenek adataink; csak szerzett birtokait ismerjük:
János az Iliny nevű falut kapta adományul Szécsényi Konya étekfogó mestertől, akit a visegrádi merénylet elkövetésekor helyettesített.
1332-ben adományul nyerte Záh Felicián elkobzott birtokaiból a következő helységeket: Karancs-Ságh, Lapújtő, Policsnó, Berzva, Tenkenteleke, Eleztyen, Mátyásteleke Bolyk.
1335-ben testvérével Jakabbal együtt kapta, a Záh nemzetség többi birtokait: Kotroczó (ma puszta), Ettes, Bénateleke (hajdan Kotroczó mellett feküdt), Hartyán (ma Kishartyán), Ság, Ságújfalu, Ludvég, Két Dályó (ma Kisdályó puszta), Berendefölde, Tőrincs, Litke, Helimbafalva (ma Galamba puszta) és Egyházas Gerege. 1343-ban azonban e birtokok közül János és Jakab  Tőrincs helységet Jolsvatapolczáért elcserélték.
- - Dormánházi Sághy család – mára már kihalt család. A Heves vármegyei Dormánházáról írta előnevét.  A 18. század második felében emelkedett nagyra közülük Sághy Mihály, 1760-ban Heves vármegye alispánja volt, 1770-ben királyi tanácsos, 1787-ben a hétszemélyes tábla ülnöke, 1790-ben pedig már báróságra emelkedett. Nevezett Mihálynak ága Ignác fiában kihalt, Szatmár megyei ecsedi és bánházi birtokait leány ágon Keglevich örökölte.
  - Méhi család
  - (Karancs)

### Ernye ág
Az ág alapítója Ernye bán volt. Az ő birtoka volt a 13. század közepén (1248–72 között bizonyosan) Erdőkövesd, amit fia, István örökölt. Ő a kisebb tartományurak egyikeként saját közigazgatást épített ki az általa birtokolt területen (nagyjából Borsod vármegyében). 1281–1314 között volt országbíró, majd — a többi tartományúrral közösen — nádor. 1318-ban fiainak hűtlensége miatt ősi birtokaikat elveszítették.

### Mikcs- vagy Micsk ág
Ákos Mikcset 1297-től említik iratokban. 1312-ben a rozgonyi csatában Károly Róbert mellett küzdött, amiért a király 1315 tavaszán sárosi ispánná és egyúttal Sáros várnagyává nevezte ki. 1318 elején a király őt küldte Petenye fia Péter és az újra fellázadt Aba-fiúk ellen. Mikcs a hűtlenek seregét csatában legyőzte, őket magukat az országból kiűzte, földjeiket és váraikat a király uralma alá igázta. 1323-ban már a királyné tárnokmestere volt, 1325–1343 között horvát bán.
- Ebből az ágból származik a Peleskei Ördög család: (I. István 1342-1366) Mikcs bán utódai a Peleskeiek, akik közül Peleskei László 1377-1398 között Hegyesd várának birtokosa volt.

### Pocsaji ág, Álmosdi ág
A Csire család) őse.
- (Álmosdi) Csire család régi, mára már kihalt család. Szirmai szerint 1261-ben V. István király Cirill ispánt Maroúth nemzetségből származott Almusnak fiát Bihar megyei Álmosd földnek birtokában új adomány címén megerősítette, mivel a tatár pusztításkor levelei elvesztek. E Cirilltől származott a Csire (Cyre) család.

### Torockai ág
Torda vármegyében voltak birtokaik.